# オリエンタル・バンク
オリエンタル・バンクは、19世紀のイギリス領インド帝国にあった植民地銀行である。香港で最初の銀行であり、同時に、その香港で初めて紙幣を発行した銀行でもある。1893年恐慌で倒産するまで、日本国債の発行を積極的に引き受けた。
明治期の文献にはしばしば英国東洋銀行と書かれた。一方、1890年代の浅草に資本金20万円の東洋銀行という、名称の紛らわしい別の金融機関が存在した。英国東洋銀行は幕末から明治維新にかけて一般にオリエンタル・バンクと呼ばれた。これらの事情を考えて、呼称はオリエンタル・バンクに統一している。

## 概要
1842年、ボンベイで設立される。当時は「バンク・オブ・ウェスタン・インディア」という名前であった。
3年後に本社がロンドンへ移動するに伴い、オリエンタル・バンク・コーポレーションに改称した。
1851年、イギリス東インド会社に続いてアヘン貿易の特許状を得る。カルカッタ、コロンボ、それに香港をふくむ南京条約で開港された都市群、それから横浜、モーリシャス、ケープタウンにまで支店を展開した。
1860年代、オリエンタル・バンクの活動はインド・中国を軸にしていた。スリランカのプランテーションへ資本を集中投下したが、そこにはずっと以前から手ごわい先客がいた。英領セイロン総督のはじまる前から、スリランカにはバークレイズのデイビッド・バークレイがプランテーションをもっていた。そしてオリエンタル・バンクの来たときにはマイアー・アムシェル・ロートシルトの孫モーリス・ベネディクト・ド・ウォルムズの所有地であった。ウォルムズ家は200家族の一つであり、モーリスが1867年に死んでも農園の継承者はソロモンなどいくらでもいた。この頃からオリエンタル・バンクは投下資本の回収が滞り、貸し渋りをするようになった。
1866年の恐慌を乗り切るも、会長のハリー・ゴードンがオーバーレンド・ガーニー商会取締役兼任であったのをとがめられて辞任。
1873年と1875年に不安定なチリ政府公債の発行に関与し、これがもとで1878年に9万ポンドの損失を計上。
1877年末、「諸支店での損失」補填のため準備金を17万5000ポンド取り崩し。翌年末、チリでの損失以外で、オーストラリアを含む諸地域の支店で発生した焦げ付きなどの損失補填に24万ポンド、銀価格下落に伴う損失補填に18万ポンドを充当した。
1884年、特許状の禁じる半額減資を断行した。取り付け騒ぎが起きて、預金者をなだめるためリストラをした。各支店から株式を発行、「ニュー・オリエンタル・バンク・コーポレーション」として再出発した。セイロンで100万ポンド焦げつかせた過去に懲りず経営を拡大させていった。1884年の前後でウォルムズ家のヘンリーが政界に頭角を現した。1888年、彼は国際砂糖会議の議長を務め初代ピアブリッジ男爵となった。それから1892年まで植民省副大臣の地位にあった。英領セイロンの仕組みを確認する。牧村慶治の著した『「セイロン」島攻略資料 其ノ二 １』 によると、その政体はインドから完全に独立しており、植民大臣の直轄とされていた。総督は大臣から命を受けて任期6年を務めるにすぎない。そして植民大臣は南アフリカ情勢に釘付けである。そこで、副大臣のピアブリッジ男爵ヘンリー・ドゥ・ウォルムズが一族の利益でセイロンを支配した。オリエンタル・バンクは追い出されたのである。
オリエンタル・バンクは世界中に支店をばらまいたが、それらをベアリング恐慌が直撃した。香港上海銀行やインド・オーストラリア・中国チャータード銀行に競り負けて、1892年6月8日に清算された。オリエンタル・バンクは純利益のほとんど全てを配当していた。準備金積み立ては主として増資のプレミアムで行われていた。株主の構成に大変興味が持たれる。債権者は対照的に、倍額責任条項がなかったため重い損害を被った。なお、現在バークレイズはHSBCの支配下にある。
オリエンタル・バンクが引き受けていた外債元利支払事務は横浜正金銀行が引き継いだ。ロンドン出張所は支店に昇格した。

## 日本との関係
明治政府が幕府から引き継いだ対外債務は600万両に達した。このうち150万両は下関戦争の賠償金であった。残り450万両がオリエンタル・バンクやオランダ商館からの借入金で、利率は15から18.2％であった。
1868年、ハリー・パークスの紹介で訪れた大隈重信に50万ドルの貸付を承諾。この資金で政府は横須賀製鉄所を接収。政府の軍事力は、かつてフランスの抵当に入っていたものがイギリスのものとなったのである。日本国債の正式な記録は1870年からだが更に早い。専ら外債によって明治以降が成り立ったことを示す近代史の端緒である。
新貨条例の原案は基本的に政府案だったが、オリエンタル・バンクのロバートソンが若干の変更を提案した。トーマス・ウィリアム・キンダーは同行を通じて香港での経験をふまえた具体的かつ詳細な提言をした。伊藤博文が金本位制を主張していたが、世界ではグレシャムの法則から銀本位制の方が有利だという考え方が根強く、同行大蔵省は元頭取en:William Cargill (Berwick MP) の意見もいれて、複本位制ないし形式上の金本位制に落ち着いた。
1869年、オリエンタル・バンクは明治政府と貨幣鋳造条約を結ぶ。造幣局の運営に関する基本契約である。条約によりキンドルは局長となった。条約は1875年1月に失効したまま更新されなかった。
1870年、パークスの紹介で政府と接触したホレーショ・ネルソン・レイが、政府から12％の利子をとり公債所持人に9％払うというレイ借款を公募する。隠密行動を買われての裁量であったのに、独断による公募でしかも利ざやをとったわけである。政府はオリエンタル・バンクに仲介してもらい、レイとの契約を破棄した。もっとも、レイの行動は契約書の範囲であった。
同じく1870年の7月、オリエンタル・バンクはパーキンス・ベーコン社へ取次ぎ、政府のために新洋銀券を発行させる。横浜為替会社の旧洋銀券は粗悪であった。新洋銀券は造幣の外注として明治通宝に先駆けた。横浜為替会社は第二国立銀行となってから、新規に洋銀券を発行こそしなかったが、すでに流通しているものは回収しなかった。むしろ流通を促進するため、オリエンタル・バンク及び香港上海銀行と契約して洋銀を預託した。オリエンタル・バンクに対しては常時5万ドルを無利息で預け、手形が5万ドルを越えたときのみ決済に用いるようにした。香港上海銀行に対しては毎日決算し、銀行間決済において第二国立銀行が貸しになるときは年利2％の利子を受けて、逆に借りとなったときは年利5％の利子を支払うこととしていた。準備銀が残っていた第二国立銀行は、神戸でも30万ドル分の洋銀券を発行した。
1873年には吉田清成との交渉で外債を引受。翌年から三井財閥にも融資を行っている。